# Música romana d'Orient

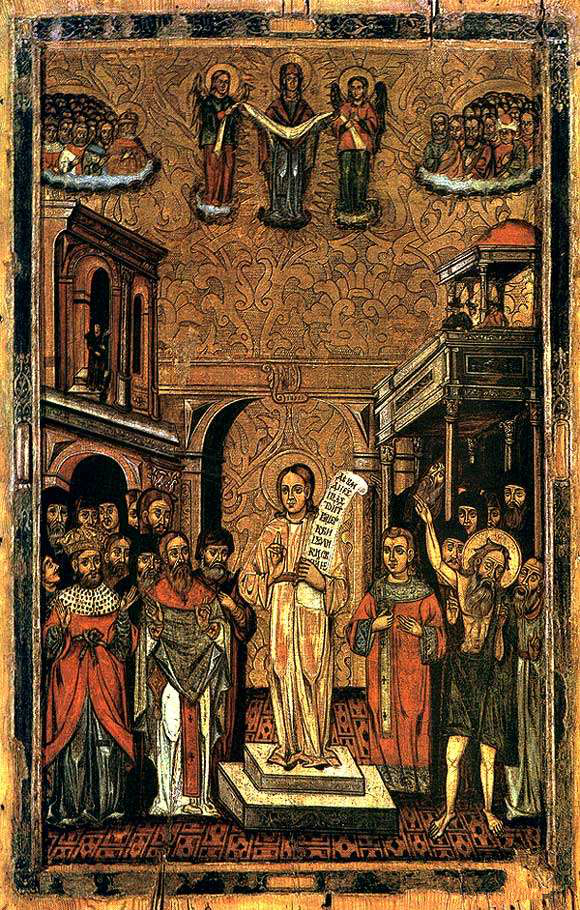
Icona de Romà el Melode

La música romana d'Orient és la música creada a l'Imperi Romà d'Orient o pels romans d'Orient en altres països, incloent-hi el millet-i Rûm de l'Imperi Otomà després de la caiguda de Constantinoble el 1453. La gran majoria de composicions romanes d'Orient que es coneixen són de naturalesa litúrgica, fonamentalment cants vocals i monòdics. Té vuit modes (quatre d'autèntics i quatre de plagals). Entre els principals músics romans d'Orient destaquen Joan Cucuzeles i Manuel Crisafes.